# 11743 Jachowski
11743 Jachowski este un asteroid din centura principală de asteroizi.

## Descriere
11743 Jachowski este un asteroid din centura principală de asteroizi. A fost descoperit pe 13 mai 1999 la Socorro, New Mexico, în cadrul proiectului LINEAR. Asteroidul prezintă o orbită caracterizată de o semiaxă mare de 2,37 ua, o excentricitate de 0,19 și o înclinație de 3,2° în raport cu ecliptica.